# Kud (animatieserie)
Kud is een online animatieserie en muziekgroep uit Enkhuizen, door comedyschrijver Peter Lub met sporadische muzikale hulp van Peter Peerdeman. Ze maken sinds 2006 animaties en muziek. Hun werk is, behalve op internet, door de Nederlandse TMF en Belgische TMF uitgezonden; in 2008 was er hun clip voor Konijntje van Aka The Junkies, en van 2009 tot 2011 was er een serie in het programma Kijk dit nou!. Na de opheffing van TMF, begin 2011, werd Kud niet meer standaard uitgezonden. In 2013 was Kud twee keer per week te zien na #Kansloos op Veronica. In 2014 was Kud een aantal weken elke donderdag te zien op Nederland 3 als afsluiter van De Social Club.

## Geschiedenis
Op 24 mei 2006 werd Kud voor het eerst vertoond als schoolproject van Peter Lub, die daarvoor al bekend was met de voice-overserie Smack Entertainment. Na de eerste filmpjes van Kud ging hij samenwerken met Peter Peerdeman, die meer met muziek wilde doen. Ze maakten twee muziekvideo's voor de band Sign 'em. Aan het eind van 2006 maakten ze langere afleveringen, en registreerden ze een website, omdat ze veel bezoekers kregen van media zoals YouTube en via Nederlandse nieuwsmedia, die ook enkele filmpjes vertoonden nadat deze zeer veel werden bekeken op het internet. In 2007 begonnen Peter en Timon een blog op hun website wekelijks bij te werken, en ook begonnen zij met de verkoop van merchandise. Eind 2007 brachten ze een download-cd uit met alle muziek van Kud. In 2008 kreeg Kud meer bezoekers toen hun clip voor Aka The Junkies op TMF werd uitgezonden, vooral omdat het nummer op de zesde plaats kwam in de Nederlandse Top 40. In februari 2008 begon Kud maandelijks live op internet muziek te spelen voor een publiek van een paar honderd luisteraars. Dit programma, Kud Live Radio, liep wegens succes door tot eind 2010. Medio 2009 ontwikkelde Kud een flashgame.
Eind 2009 kreeg Kud een wekelijkse rubriek in Kijk dit nou! en werd de website vernieuwd om de grote toestroom van nieuwe gebruikers aan te kunnen. Op de site konden vanaf dat moment accounts worden aangemaakt, wat per jaar ongeveer drieduizend keer gebeurde. In 2010 werd dit profielensysteem uitgewerkt, waarna het te vergelijken is met andere sociaalnetwerksites. Ook bereikte Kud in 2010 hun muzikale hoogtepunt tijdens een actie van twaalf weken waarbij mensen onderwerpen konden insturen voor een nieuw nummer. Het resultaat hiervan heette Djingle Djengle en werd uitgebracht op cd. Eind dat jaar werd bekend dat TMF haar zendtijd ging afbouwen, waarmee het begin 2011 tot een eind kwam. In 2011 werd besloten dat er wekelijks een comic en een filmpje zou verschijnen.
Op 28 oktober 2013 lanceerde Lub een nieuw YouTube-kanaal naast Kud genaamd Lekker spelen, waarop hij samen met zijn collega en broer Timon videospellen speelt. Op het gelijknamige Twitchkanaal waren verschillende Kud-personages voor langere tijd te gebruiken als emote. Begin 2018 kwam er een einde aan de site met profielensysteem en werden de flashgames offline gehaald.

## Hoofdpersonen
Het grootste deel van de video's hebben als hoofdpersonen de vreemdgevormde Die Groene en Die Roze (vernoemd naar hun respectievelijk appelgroene en zuurstokroze kleur). Zij beleven de vreemdste avonturen, vol humor, kritiek en soms bezongen door een liedje. Andere terugkerende personages zijn Wiebe (een personage die het gezichtspunt van een kind vertolkt), Zwoele man, Cleeuwn en pilon.

## Discografie
De Djingle Djengles zijn een serie liedjes van Kud. Deze gaan over de meest uiteenlopende zaken en zijn rond de drie minuten lang. Er is ook een liedjesalbum verschenen in een gelimiteerde oplage van 500 stuks getiteld Djingle Djengle. 
Tot nu toe zijn deze liedjes van Kud verschenen:
Djingle Djengles
- Djingle Djengle Thema (exclusief bij het album)
- A Little Bit (exclusief bij het album)
- De Luchtballon Mensen
- Aandacht
- Trampoline
- De Ridder
- Zeehondencentra
- De Vliegende Koe
- Josje
- Supermegaberenbonken
- Nietmachine
- Koraal Verhaal
- Ongemakkelijk
- Gola
- Ik Was Erbij
- Karlijns Serenade

Uitgebreide discografie
- Konijntje (ft. Aka The Junkies)
- Albatros
- Ja ik tweet 't
- Wanda de panda
- Date
- Instabiel Zei De Kat
- Mijn Opa
- Superster
- Cliché liefdeslied
- Eenbaljongeman
- Biologie
- Dat is lekker!
- Djensen!
- Werner de walvis
- Half Robot
- Buurman Mol Remix
- Tattoo van jouw naam
- Ik doe het morgen wel...
- In de bus
- Naast jou

## Prijzen
- Peter Lub won met het filmpje Instabiel zei de kat in 2011 de UPC-publieksprijs van het 31e Nederlandse Online FilmFestival, onderdeel van het Nederlands Film Festival.
- Peter Lub won met het filmpje Papegaai in 2012 de UPC-publieksprijs van het 32e Nederlandse Online FilmFestival, onderdeel van het Nederlands Film Festival.
- Peter Lub won met het filmpje Putjesplasser in 2013 de UPC-publieksprijs van het 33e Nederlandse Online FilmFestival, onderdeel van het Nederlands Film Festival.
- Lekker spelen won de VEED award voor Beste Twitcher in 2018 en 2019.
- Lekker spelen won The Dutch Stream Award voor Beste Stream Team in 2019 (publiek) en 2020 (publiek en vakjury).
- Lekker spelen won The Dutch Stream Award voor Beste Stream Overall in 2019 (publiek) en 2020 (vakjury).

## Acties
Op 21 februari 2010 begonnen de makers van Kud de zogenaamde 'Djingle Djengle-sessie', waarin de kijkers via Twitter of in de beschrijving op YouTube zelf een liedje mochten ontwerpen (deze liedjes werden later uitgebreider met een geanimeerde videoclip), dat vaak bestond uit een of meer willekeurige woorden. Hier moesten de makers dan in één avond een liedje voor schrijven en/of animatiewerk voor verrichten. In totaal werden er elf liedjes gemaakt, waarvan er drie een video bevatten. Daarnaast werd er nog een extra video gemaakt, waarin de Djingle Djengle CD aangekondigd werd. Hierna werd nog een liedje gemaakt, Karlijn, dat niet op de cd staat en een tijdje na de andere "Djingle Djengle-sessie" uitgebracht werd.
Op 22 juni 2011 begon er weer een nieuwe actie, de zogenoemde #25secondenlang-actie, omdat deze om en nabij 25 seconden duurde. Deze filmpjes bevatten geen liedjes meer, in plaats daarvan alleen humoristische video's. De fans mochten ze weer via de beschrijving en Twitter een idee opwerpen, waar de makers bijna wekelijks weer een filmpje van maakten, die over allerhande personages en omstandigheden gingen.